# Dactylactis viridis
Dactylactis viridis är en korallart som beskrevs av Addison Emery Verrill 1898. Dactylactis viridis ingår i släktet Dactylactis och familjen Arachnactidae. Inga underarter finns listade i Catalogue of Life.